# Mahagaon
Mahagaon fou un estat tributari protegit de l'Índia del tipus zamindari, al tahsil de Sakoli, districte de Bhandara, a les Províncies Centrals, avui a Madhya Pradesh. Els formaven 14 pobles dels quals 11 habitats i tres deshabitats i la superfície era de 78 km². La població el 1881 era de 2.289 habitants. La capital era Mahagaon situada a 20° 44′ N, 80° 05′ E / 20.733°N,80.083°E on residia el zamindar que era de casta rajput; hi ha les ruïnes d'una antiga fortalesa. La fortalesa de Pratapgarh domina la població des de les altures però estava fora dels límits del zamindari. Al costat de la fortalesa hi ha un turó amb una gran cova en la que hi ha aigua fins i tot a l'època seca i és visitada per gran nombre de peregrins indis i venerada com a residència preferida de Xiva.